# Immobilisation corporelle
Pour les articles homonymes, voir Immobilisation.
Une immobilisation corporelle est un actif physique d'utilisation durable qui assure une certaine pérennité de l'entreprise.

## Spécificités et enjeux

### Selon les normes IAS/IFRS
Une immobilisation corporelle est un actif corporel contrôlé par l'entreprise qui peut être utilisé dans la production de biens ou de services (une installation industrielle, par exemple), utilisé à des fins administratives (un ordinateur, par exemple), ou loué à des tiers (un immeuble locatif...).

### Selon le plan comptable français et belge
Une immobilisation corporelle est un actif physique détenu soit pour être utilisé dans la production ou la fourniture de biens ou de services, soit pour être loué à des tiers, soit à des fins de gestion interne et dont l'entreprise attend qu'il soit utilisé au-delà de l'exercice en cours.

### Enjeux
L'immobilisation corporelle est une classification comptable qui représente ce que possède l'entreprise et qui sert en même temps durablement l'exploitation de l'entreprise. Il est ainsi possible par exemple : de comparer à l'acquisition d'une entreprise la valeur tangible de ce qui est corporel à ce qui est incorporel.
Les immobilisations corporelles peuvent être amorties.

## Comptabilisation des immobilisations corporelles

### Comptabilisation selon le plan comptable français
Les immobilisations corporelles ou incorporelles, doivent être évaluées par composants selon leurs dates d'entrée dans le patrimoine de l'entité, dans les conditions suivantes :
- les actifs acquis à titre onéreux au coût d'acquisition ;
- les actifs produits par l'entité à leur coût de production ;
- les actifs acquis à titre gratuit ou par échange à leur valeur vénale.

| Compte | Intitulé                    | Débit | Crédit |
| ------ | --------------------------- | ----- | ------ |
| 2      | immobilisations corporelles | ...   |        |
| ..     | Contreparties diverses      |       | ...    |

#### Évaluation de l'immobilisation corporelle
- Le coût d'acquisition comprend : 
  - le prix d'achat après déduction des remises, rabais commerciaux et escomptes de règlement ;
  - les frais accessoires ;
  - les frais sur option. ;

- Les frais accessoires comprennent (article 321.2 PCG) :
  - droits de douane ;
  - TVA non récupérable ;
  - frais de transport avant utilisation ;
  - frais d'installation avant utilisation ;
  - frais de montage avant utilisation.

- Les frais sur option comprennent :
  - les droits de mutation ;
  - les honoraires ;
  - les commissions ;
  - les frais d'actes ;
  - les coûts de démantèlement et d'enlèvement et restauration (provision à constituer et prévoir un plan d'amortissement propre) ;
  - les coûts d'emprunt (si actif qui exige une longue période de préparation ou de construction et si concerne la période de production de l'actif, directement imputable à l'acquisition, évaluable de manière fiable).

- Le coût de production est constitué du coût d'achat des matières consommées, plus les charges directes et charges indirectes de production.

#### Caractéristiques de la méthode d'enregistrement par composant
Cette méthode consiste à identifier et à comptabiliser séparément les éléments d’une immobilisation corporelle qui feront l’objet de remplacement à intervalles réguliers et qui ont des durées ou un rythme d’utilisation différents de l’immobilisation. Un composant est défini comme un élément d’une immobilisation qui a une utilisation différente ou procure des avantages économiques selon un rythme différent de celui de l’immobilisation dans son ensemble. Le règlement comptable distingue deux types de composant :
- 1re catégorie : les dépenses de remplacement ;
- 2e catégorie : les dépenses d’entretien.

Toutefois, quant aux dépenses de 2e catégorie, les entités peuvent opter pour une provision pour gros entretien ou grandes révisions.
Si la valeur d’un actif devient inférieure à sa valeur comptable, une dépréciation doit être constatée sur le plan comptable.
Du point de vue fiscal, les dépenses réalisées sur des immobilisations existantes doivent être immobilisées si elles ont pour objet de prolonger la durée probable d’utilisation ou d’augmenter la valeur de l’immobilisation. Les simples dépenses d’entretien, qui ne font pas l’objet d’une programmation, sont enregistrées directement en charges.

### Comptabilisation selon les normes IAS/IFRS

#### Norme concernée
La norme IAS/IFRS 16 établit l'évaluation et la comptabilisation des immobilisations corporelles (et leurs amortissements).

#### Évaluation de l'immobilisation corporelle
- Le coût d'acquisition comprend :
  - le coût d'achat moins réduction de prix ;
  - les frais de livraison ;
  - les frais de préparation du site ;
  - les frais d'installation ;
  - les honoraires de professionnels (experts, avocats...).

- Le coût d'acquisition ne comprend pas :
  - les frais généraux (sauf exceptions) ;
  - les pertes d'exploitation subies avant que l'immobilisation ne fonctionne parfaitement ;
  - les frais de démarrage antérieurs à l'exploitation du bien ;
  - les charges d'emprunt (intérêts) contractées pour acquérir l'immobilisation sont en principe exclues sauf sous option ;
  - les dépenses sur immobilisation corporelle existante qui n'améliorent pas la performance de l'immobilisation.

- Lorsque l'immobilisation a été produite par l'entreprise :
  - le coût de production est utilisé mais les consommations excessives de matières premières, main-d'œuvre et autres ressources sont comptabilisées en charges.

- Ces immobilisations peuvent être réévaluées sur option (rare) à la valeur de marché : « fair value »

- Les immobilisations corporelles peuvent être amorties.

#### Comptabilisation du crédit-bail
La norme IAS 17 établit comment comptabiliser le crédit-bail. Il est considéré comme une immobilisation corporelle avec pour contrepartie une dette financière au passif du bilan.
- Est considéré comme crédit-bail :
  - le contrat qui prévoit le transfert de la propriété au locataire à l'issue du contrat ;
  - le contrat dont la durée est proche de la durée d'utilisation du bien ;
  - le contrat dont le prix de levée de l'option est suffisamment avantageux pour qu'il soit pratiquement certain que le locataire achètera le bien à la fin du contrat ;
  - le contrat qui au début indique que la valeur actualisée des paiements minimaux dus par le locataire est au moins égale à la valeur de l'actif loué.

La comptabilisation se fait à la plus faible valeur entre la juste valeur (de marché) et la valeur actualisée des paiements minimaux du contrat. Des amortissements et intérêts  doivent être comptabilisés.
Le plan comptable français établit que le loyer du crédit-bail doit être simplement enregistré en charge. À l'option, une immobilisation corporelle peut être comptabilisée.